# Norberto del Prado
Norberto del Prado O.P. (4 de juny de 1852, Lorío, Astúries - 14 de juliol de 1918) fou un teòleg i filòsof espanyol.

## Biografia
Nasqué a Astúries, al nord d'Espanya, fill de pares camperols. Cursà els estudis primaris i llatí a la seva parròquia, i de seguida entrà al convent de missioners dominics d'Ocaña.

## Carrera religiosa
Estudià al convent dominic d'Ocaña, on prengué l'hàbit el 1868 i acabà els seus estudis eclesiàstics al convent de Santo Domingo de Manila, després d'haver fet la professió solemne de vots l'11 de desembre de 1872.
El 1890 fou destinat a Cadis per motius de salut, i posteriorment a Friburg (Suïssa) on exercí com a professor de teologia dogmàtica i de teologia moral fonamental durant sis anys, i on es consagrà com a filòsof, teòleg i orador, fins al punt que algunes de les seves obres foren reconegudes entre les principals produccions en l'àmbit de la teologia clàssica del seu temps i col·locaren el pare Norberto com un dels primers teòlegs contemporanis.